# Огонь по своим

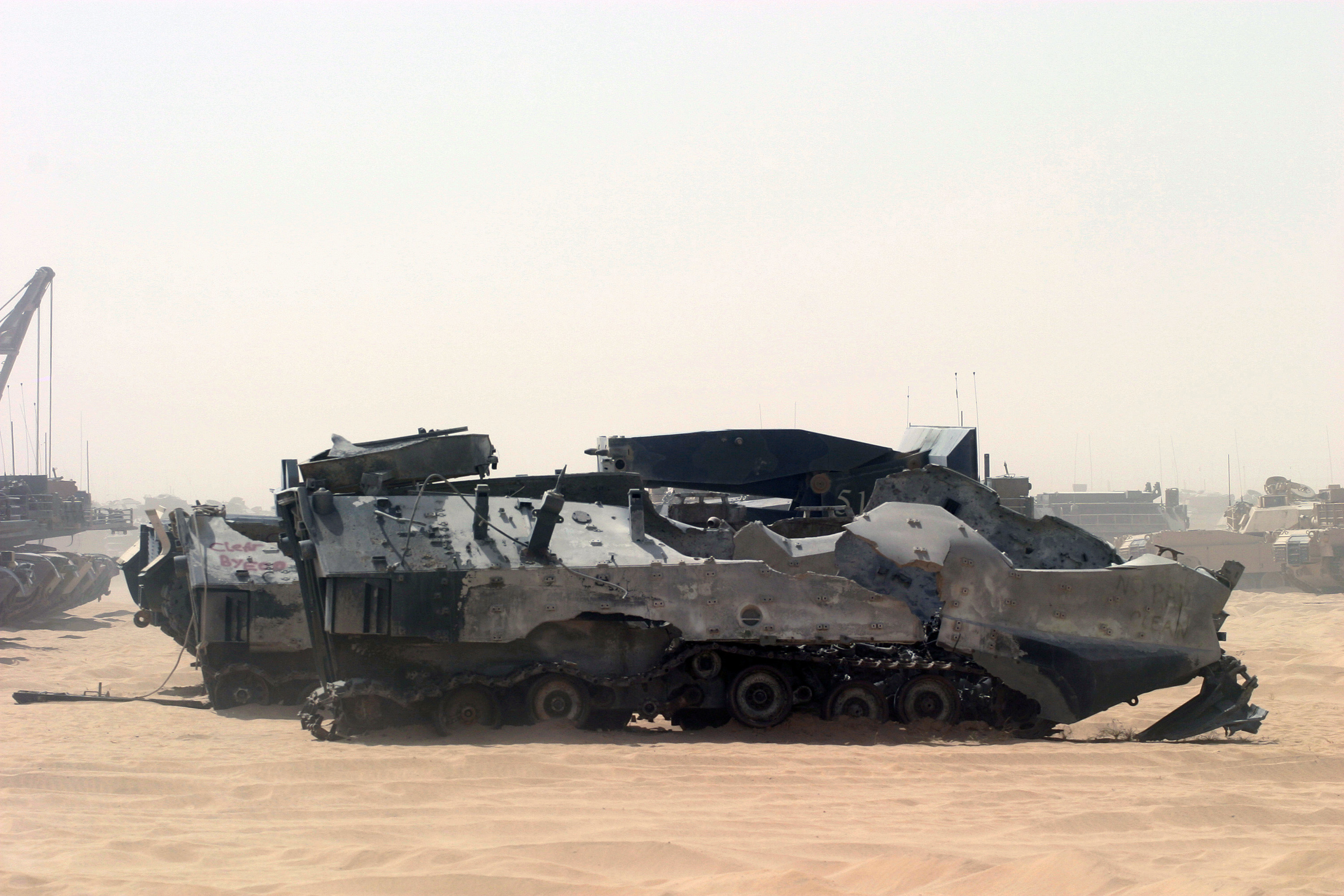
Уничтоженная, предположительно, дружественным огнём десантная машина-амфибия AAV7A1 Корпуса морской пехоты США. Ирак.

Огонь по своим — военный термин, обозначающий ошибочный обстрел или атаку, произведённую военнослужащим или подразделением на подразделение своих войск (сил) или войск (сил) союзника.
Другие названия этого явления, также распространённые в ВС США — фратрицид (лат. fratricidium, в буквальном переводе — «братоубийство»), дружественный огонь (англ. friendly fire) или «синий против синего» (англ. blue versus blue, или англ. blue-on-blue incident).

## История
Явление огня по своим является характерной и неотъемлемой чертой войны. Огонь по своим имел место в истории практически всех воевавших армий, вне зависимости от их оснащения, типа войны и её морально-этической оценки. В древнерусских летописях упоминается, как в 1418 году «своя своих не познаша и своих побиваша» — жители Хлынова (ныне — город Киров) атаковали шедших к ним на помощь союзников из Устюга, приняв их ночью за неприятеля: согласно Рязанцевскому списку «Летописца старых лет», обоюдные потери достигли 5000 человек. Однако, как показывает современный опыт, даже новейшие технологии и развитие средств опознавания «свой—чужой» не способны полностью решить данную проблему.
Инциденты с огнём по своим могут иметь различные причины, масштабы, последствия. Иногда такие инциденты обходятся без жертв и материальных потерь. В других случаях ущерб от огня по своим может быть более тяжёлым, чем от действий противника. Вне зависимости от ситуации такие происшествия всегда крайне негативно сказываются на моральном состоянии личного состава, что даже вошло в поговорку. Как правило, по всем подобным случаям проводится расследование, однако, как отмечает журнал New Scientist, следователи обычно больше концентрируются на поиске конкретных виновников, чем организационных причин инцидента, которые в результате так и не устраняются.

## Классификация
Основные причины огня по своим:
- Ошибка позиционирования — связана с неточностью оружия, плохим состоянием боеприпасов или неудачным прицеливанием. Случаи с ошибкой позиционирования были распространены в период Первой и Второй мировых войн. Типичными вариантами являются непреднамеренный артиллерийский обстрел или воздушная бомбардировка позиций дружественных войск. По мере увеличения точности оружия и систем прицеливания и наведения количество таких инцидентов снижается.
- Ошибка идентификации — часто вызвана «туманом войны», то есть отсутствием полной и достоверной информации о местоположении своих подразделений и подразделений противника. По разным причинам союзник принимается за врага и подвергается атаке. Масштаб таких происшествий может быть совершенно разным: от атаки на товарищей одиночного часового или отделения, находящегося в засаде, до настоящего боя между двумя подразделениями численностью иногда до роты или батальона. Это может произойти из-за неразличимости или отсутствия опознавательных знаков, особенно в условиях плохой погоды или ночью, отсутствия радиосвязи, по причине незнания местоположения своих соседей или когда подразделение теряет ориентацию на местности и оказывается там, где его не должно быть. Такие инциденты характерны для наступательных действий, а также высокомобильной или партизанской войны. Командир партизанского отряда «Победители» Д. Н. Медведев так описывает один из подобных инцидентов в своих воспоминаниях:

…у моей палатки появился встревоженный связной, посланный секретным постом, выдвинутым к одной из дорог в двух километрах от лагеря.
— Товарищ командир, вдоль дороги со стороны села Журавичи движется немецкая колонна. Впереди — конные, за ними — солдаты на фурманках. Есть и пушки.
Не успел я разобраться в этом донесении, как одновременно, запыхавшись, подбежали двое: боец с одного из постов, охранявших лагерь, и партизан, пасший наш скот на лесной полянке близ лагеря. Оба подтвердили, что своими глазами видели немецких конников.
[…]
Бой разгорается. Доносятся крики «ура».
«Неужели Стехов повел людей в атаку, не предупредив меня?» — подумал я. Но вернулся посланный мной связной и доложил:
— Ваше приказание передано. Товарищ Стехов сообщил, что стрельба идет со стороны гитлеровцев, а наши стреляют мало. Он удивляется, что со стороны противника беспрерывно слышится русское «ура».
— Передать Стехову: людей в атаку не пускать. Справа от него — пушки, туда выслан Базанов. Пусть с ним свяжется.
Все же обстановка боя была неясной. Почему со стороны противника кричат «ура»? Неужели немцы послали вперед предателей? Ни я, ни оставшийся со мной Лукин ничего понять не могли.
Наконец всё прояснилось.
Командиром поддежурного взвода, который пошел со Стеховым, был Борис Крутиков. Применяясь к местности, прячась за деревьями и пнями, наши товарищи близко подобрались к противнику. Вдруг совершенно отчетливо Крутиков услышал:
— Ты что же, Борис, в своих стреляешь? — кричал ему женский голос со стороны наступавших.
Крутиков присмотрелся и чуть не обмер. В «противнице» он узнал свою соученицу, с которой когда-то в киевской школе сидел за одной партой. Они бросились друг другу в объятия.
А рядом события развертывались так.
Приблизившись к дороге, где противник готовил к бою артиллерию, Базанов, чтобы нагнать на врага панику, громко скомандовал:
— Батальон! Первая рота — вправо, третья — влево, вторая — за мной!
Тут к нему подбегает незнакомый человек:
— Да наш батальон уже развернулся!
— Какой батальон?
— Второй батальон Ковпака!

Стрельба прекратилась, началось «братание»: на нас «наступали» ковпаковцы.
- Огонь «на себя» — при вклинивании подразделений противника в оборонительные порядки войск, в крайних случаях обороняющиеся вынуждены просить перевести (вызвать) «огонь на себя». При этом артиллерия или авиация ведёт заградительный либо поражающий огонь по противнику, находящемуся в непосредственной близости от обороняющихся, часто на расстоянии, близком к радиусу поражающего воздействия применяемых огневых средств, что может привести к потерям среди «своих».

## Современная ситуация
Парадоксальным образом относительный уровень потерь от огня по своим возрос с переходом к высокотехнологичным войнам. От 17 % до 23 % из общего числа американских потерь в ходе операции «Буря в пустыне» стали жертвами огня по своим. После неё США приняли ряд мер по предотвращению таких случаев, однако во время вторжения в Ирак в марте—апреле 2003 года ситуация значительно не изменилась — операция ознаменовалась целой серией ошибок артиллеристов, лётчиков и танкистов.
В советских и российских вооружённых силах случаи огня по своим неоднократно имели место, в частности, в ходе боевых действий в Афганистане, Чечне и Грузии. Неизвестно, предпринимались ли попытки как-либо обобщить опыт таких случаев. В странах НАТО соответствующий анализ осуществляют эксперты, занимающиеся вопросами стандартизации процедур ведения боевых действий, вооружения, военной и специальной техники, взаимоотношений персонала в интересах обеспечения взаимосовместимости в ходе многонациональных операций.
Несмотря на кажущийся рост количества инцидентов с огнём по своим, это не совсем соответствует действительности. С одной стороны, новейшие военные технологии позволили резко сократить количество потерь от огня противника, увеличив тем самым относительную долю потерь от неизбежных трагических случайностей. С другой — развитие технологий передачи информации сделало широко обсуждаемыми те случаи, которые несколько десятилетий назад прошли бы незамеченными. Очевидно, что вне зависимости от того, в каком направлении будут развиваться оружие и военное искусство, проблема огня по своим вряд ли будет решена в обозримом будущем из-за человеческого фактора, «тумана войны» и неизбежного износа или отказа оружия и техники.

### Комментарии
1. ↑  На учениях дружественные «синие» силы противостоят «красным» силам условного противника.
2. ↑  Один из военных законов Мэрфи гласит: «Нет огня результативнее, чем огонь по своим». См. Arthur Black. Black Gold: Nuggets from a Lifetime of Laughs :  [англ.]. — Harbour, 2006. — 268 p. — ISBN 978-1550173734.